# Marcignana
Marcignana is een plaats (frazione) in de Italiaanse gemeente Empoli.